# Krucze Skały (Karkonosze)
Krucze Skały – urwisko skalne w południowo-zachodniej Polsce, w Karkonoszach koło Karpacza. 

## Położenie
Grupa skalna wysokości 25 m, położona w Karkonoszach, na prawym brzegu potoku Płomnica, na wschód od centrum miejscowości Karpacz. Znajduje się na północno-zachodnim stoku Kruczej Kopy na wysokości około 620 m n.p.m.

## Budowa geologiczna
Krucze Skały są skałką zbudowaną z granitognejsu. W obrębie tej skały występuje pegmatyt zawierający liczne cenne okazy mineralogiczne, w tym kamienie szlachetne. Do cenniejszych mineralogicznie okazów z tej lokalizacji należą: fluoryt, dumortieryt, turmalin, ilmenit i przede wszystkim szafir, zarówno przezroczysty, jak i niebieski. Największe kryształy osiągały 5 cm. Oprócz rzadkich minerałów występują także większe kryształy biotytu i muskowitu. 

## Historia eksploatacji
Wydobycie pegmatytu prowadzono od XIII w. do XIX w., zarówno pod kątem pozyskania kamieni jubilerskich, jak i okazów naukowych oraz jako surowiec kwarcu i skalenia w przemyśle ceramicznym. W konsekwencji ciało pegmatytowe zostało wyeksploatowane i obecnie są w skałce pozostałe po nim dwie sztolnie długości 12 m i 3 m. Tym niemniej w hałdzie poeksploatacyjnej jeszcze na początku XXI w. znajdywano cenne kolekcjonersko okazy szafirów.

## Szlaki turystyczne
U podnóża Kruczych Skał przechodzi szlak turystyczny:
- z Karpacza na Przełęcz Sowią.